# ロッキーマウンテニア鉄道
ロッキーマウンテニア鉄道（英：Rocky Mountaineer）は、カナダのブリティッシュコロンビア州、アルバータ州を中心に観光鉄道ツアーを運営するカナダのツアー鉄道会社。

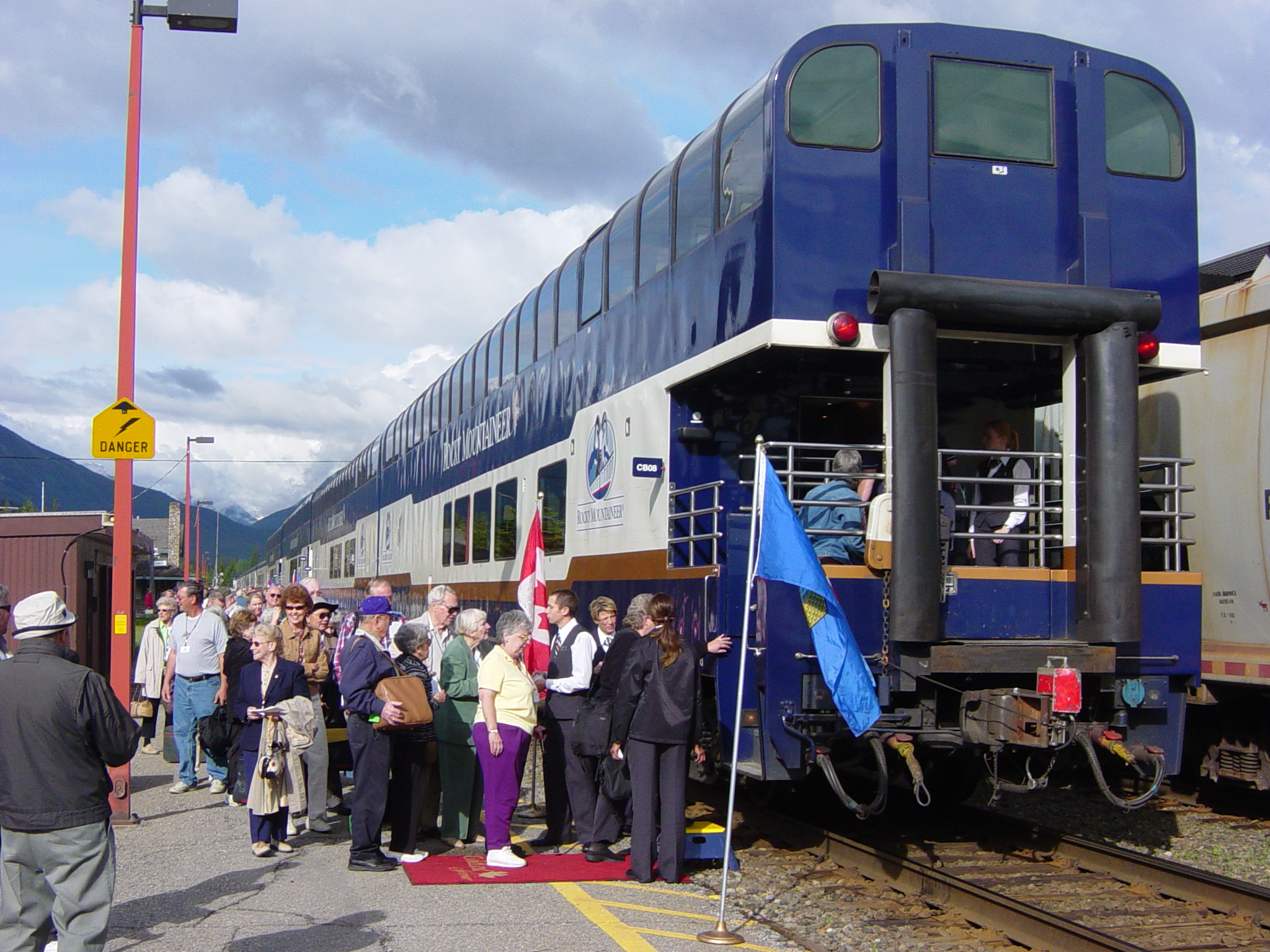
ロッキーマウンテニア鉄道の列車。バンフ駅

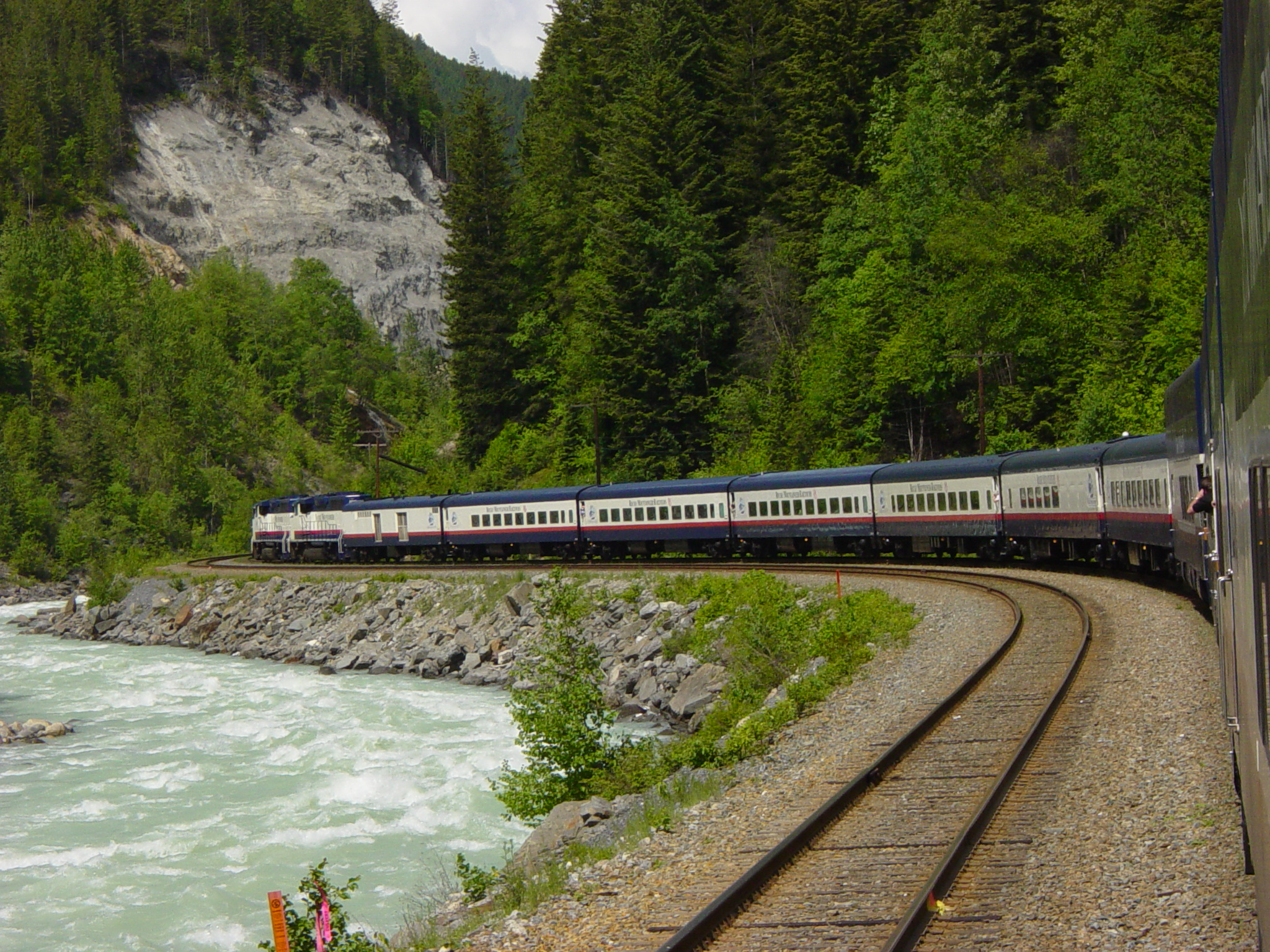
カナディアンロッキーを走るロッキーマウンテニア鉄道の列車

## 歴史
1990年にアムステルダムグループによってブリティッシュコロンビア州のバンクーバー市に設立される。

## 車両・設備
- EMD GP40-2形ディーゼル機関車

## 路線
5つのルートで運行されており、ロッキー山脈を通過する列車はカムループスのホテルに一泊する日程が組まれている。バンクーバーのターミナル駅はVIA鉄道も運行するパシフィック・セントラル駅に隣接するロッキーマウンテニア駅から出発となる。運行は不定期で、各路線4月～10月までの間、週2～4便程度となる。2013年にはレイク・ルイーズに駅を開設。
- First Passage to the West（バンクーバー～カムループス～バンフ）
  - カナダ太平洋鉄道(CP)の路線を通る。途中カムループスのホテルで一泊。
- Journey through the Clouds（バンクーバー～カムループス～ジャスパー）
  - VIA鉄道カナディアン号と同じカナディアン・ナショナル鉄道(CN)の路線を通る。途中カムループスのホテルで一泊。
- Rainforest to Gold Rush（ウィスラー～クイネル～プリンスジョージ～ジャスパー）
  - ウィスラーからジャスパーまで運行する路線。途中クイネルのホテルで一泊。
- Whistler Sea to Sky Climb（ノースバンクーバー～ウィスラー）
  - ノースバンクーバーとウィスラー間を往復するかつての旧BCレール（英語版）路線の日帰りルート。
- Coastal Passage（シアトル～バンクーバー～カムループス～ジャスパー/バンフ）
  - アメリカ合衆国ワシントン州シアトルより出発。2013年より運行開始する2泊3日のコース。シアトルのキングストリート駅から出発し、バンクーバーのパシフィック・セントラル駅が到着駅となるが、ロッキー方面への出発はロッキーマウンテニア駅からとなる。